# Eleições legislativas de 2015 em Vila Franca de Xira

## Resultados Oficiais
| Partido                 | Partido                        | Votos   | %               | +/-   |
| ----------------------- | ------------------------------ | ------- | --------------- | ----- |
|                         | Partido Socialista             | 23 577  | 34,38 / 100,00  | 4,03  |
|                         | Portugal à Frente              | 16 493  | 24,05 / 100,00  | 12,02 |
|                         | Coligação Democrática Unitária | 11 800  | 17,20 / 100,00  | 0,39  |
|                         | Bloco de Esquerda              | 9 299   | 13,56 / 100,00  | 6,80  |
|                         | Pessoas–Animais–Natureza       | 1 284   | 1,87 / 100,00   | 0,54  |
|                         | PCTP/MRPP                      | 886     | 1,29 / 100,00   | 0,31  |
|                         | Outros                         | 3 010   | 4,38 / 100,00   |       |
| Votos Inválidos         | Votos Inválidos                | 2 238   | 3,26 / 100,00   | 1,02  |
| Total                   | Total                          | 68 587  | 100,00 / 100,00 |       |
| Eleitorado/Participação | Eleitorado/Participação        | 110 759 | 61,92 / 100,00  | 0,27  |
| Fonte                   | Fonte                          | [ 1 ]   | [ 1 ]           | [ 1 ] |

## Resultados por Freguesia
Os resultados seguintes referem-se aos partidos que obtiveram mais de 1,00% dos votos:
| Freguesia                                  | %     | %     | %     | %     | %    | %    | Votantes |
| Freguesia                                  | PS    | PÀF   | CDU   | BE    | PAN  | PCTP | Votantes |
| ------------------------------------------ | ----- | ----- | ----- | ----- | ---- | ---- | -------- |
| Alhandra, Calhandriz e São João dos Montes | 32,86 | 20,97 | 22,45 | 13,32 | 1,77 | 1,53 | 6 734    |
| Alverca do Ribatejo e Sobralinho           | 35,93 | 22,66 | 17,14 | 13,44 | 1,90 | 1,22 | 18 446   |
| Castanheira do Ribatejo e Cachoeiras       | 35,97 | 21,26 | 20,52 | 12,26 | 1,14 | 1,75 | 3 767    |
| Póvoa de Santa Iria e Forte da Casa        | 33,55 | 26,35 | 13,73 | 14,52 | 2,40 | 1,14 | 20 785   |
| Vialonga                                   | 32,92 | 21,69 | 20,16 | 14,50 | 1,68 | 1,50 | 9 772    |
| Vila Franca de Xira                        | 35,12 | 27,57 | 16,84 | 11,28 | 1,21 | 1,19 | 9 083    |
| Vila Franca de Xira                        | 34,38 | 24,05 | 17,20 | 13,56 | 1,87 | 1,29 | 68 587   |

#### Alhandra, Calhandriz e São João dos Montes
| Partido                 | Partido                         | Votos  | %               |
| ----------------------- | ------------------------------- | ------ | --------------- |
|                         | Partido Socialista              | 2 213  | 32,86 / 100,00  |
|                         | Coligação Democrática Unitária  | 1 512  | 22,45 / 100,00  |
|                         | Portugal à Frente               | 1 412  | 20,97 / 100,00  |
|                         | Bloco de Esquerda               | 897    | 13,32 / 100,00  |
|                         | Pessoas–Animais–Natureza        | 119    | 1,77 / 100,00   |
|                         | PCTP/MRPP                       | 103    | 1,53 / 100,00   |
|                         | Partido Democrático Republicano | 71     | 1,05 / 100,00   |
|                         | Outros                          | 198    | 2,94 / 100,00   |
| Votos Inválidos         | Votos Inválidos                 | 209    | 3,10 / 100,00   |
| Total                   | Total                           | 6 734  | 100,00 / 100,00 |
| Eleitorado/Participação | Eleitorado/Participação         | 10 431 | 64,56 / 100,00  |

#### Alverca do Ribatejo e Sobralinho
| Partido                 | Partido                        | Votos  | %               |
| ----------------------- | ------------------------------ | ------ | --------------- |
|                         | Partido Socialista             | 6 628  | 35,93 / 100,00  |
|                         | Portugal à Frente              | 4 179  | 22,66 / 100,00  |
|                         | Coligação Democrática Unitária | 3 161  | 17,14 / 100,00  |
|                         | Bloco de Esquerda              | 2 479  | 13,44 / 100,00  |
|                         | Pessoas–Animais–Natureza       | 350    | 1,90 / 100,00   |
|                         | PCTP/MRPP                      | 225    | 1,22 / 100,00   |
|                         | Outros                         | 829    | 4,50 / 100,00   |
| Votos Inválidos         | Votos Inválidos                | 595    | 3,22 / 100,00   |
| Total                   | Total                          | 18 446 | 100,00 / 100,00 |
| Eleitorado/Participação | Eleitorado/Participação        | 29 089 | 63,41 / 100,00  |

#### Castanheira do Ribatejo e Cachoeiras
| Partido                 | Partido                         | Votos | %               |
| ----------------------- | ------------------------------- | ----- | --------------- |
|                         | Partido Socialista              | 1 355 | 35,97 / 100,00  |
|                         | Portugal à Frente               | 801   | 21,26 / 100,00  |
|                         | Coligação Democrática Unitária  | 773   | 20,52 / 100,00  |
|                         | Bloco de Esquerda               | 462   | 12,26 / 100,00  |
|                         | PCTP/MRPP                       | 66    | 1,75 / 100,00   |
|                         | Pessoas–Animais–Natureza        | 43    | 1,14 / 100,00   |
|                         | Partido Democrático Republicano | 39    | 1,04 / 100,00   |
|                         | Outros                          | 102   | 2,70 / 100,00   |
| Votos Inválidos         | Votos Inválidos                 | 126   | 3,34 / 100,00   |
| Total                   | Total                           | 3 767 | 100,00 / 100,00 |
| Eleitorado/Participação | Eleitorado/Participação         | 6 511 | 57,86 / 100,00  |

#### Póvoa de Santa Iria e Forte da Casa
| Partido                 | Partido                        | Votos  | %               |
| ----------------------- | ------------------------------ | ------ | --------------- |
|                         | Partido Socialista             | 6 974  | 33,55 / 100,00  |
|                         | Portugal à Frente              | 5 477  | 26,35 / 100,00  |
|                         | Bloco de Esquerda              | 3 019  | 14,52 / 100,00  |
|                         | Coligação Democrática Unitária | 2 854  | 13,73 / 100,00  |
|                         | Pessoas–Animais–Natureza       | 498    | 2,40 / 100,00   |
|                         | PCTP/MRPP                      | 237    | 1,14 / 100,00   |
|                         | Outros                         | 1 008  | 4,86 / 100,00   |
| Votos Inválidos         | Votos Inválidos                | 718    | 3,45 / 100,00   |
| Total                   | Total                          | 20 785 | 100,00 / 100,00 |
| Eleitorado/Participação | Eleitorado/Participação        | 32 896 | 63,18 / 100,00  |

#### Vialonga
| Partido                 | Partido                        | Votos  | %               | +/-   |
| ----------------------- | ------------------------------ | ------ | --------------- | ----- |
|                         | Partido Socialista             | 3 217  | 32,92 / 100,00  | 3,64  |
|                         | Portugal à Frente              | 2 120  | 21,69 / 100,00  | 11,93 |
|                         | Coligação Democrática Unitária | 1 970  | 20,16 / 100,00  | 0,09  |
|                         | Bloco de Esquerda              | 1 417  | 14,50 / 100,00  | 7,57  |
|                         | Pessoas–Animais–Natureza       | 164    | 1,68 / 100,00   | 0,36  |
|                         | PCTP/MRPP                      | 147    | 1,50 / 100,00   | 0,17  |
|                         | Outros                         | 451    | 4,61 / 100,00   |       |
| Votos Inválidos         | Votos Inválidos                | 286    | 2,93 / 100,00   | 1,07  |
| Total                   | Total                          | 9 772  | 100,00 / 100,00 |       |
| Eleitorado/Participação | Eleitorado/Participação        | 16 375 | 59,68 / 100,00  | 0,28  |

#### Vila Franca de Xira
| Partido                 | Partido                        | Votos  | %               | +/-   |
| ----------------------- | ------------------------------ | ------ | --------------- | ----- |
|                         | Partido Socialista             | 3 190  | 35,12 / 100,00  | 6,52  |
|                         | Portugal à Frente              | 2 504  | 27,57 / 100,00  | 12,65 |
|                         | Coligação Democrática Unitária | 1 530  | 16,84 / 100,00  | 1,28  |
|                         | Bloco de Esquerda              | 1 025  | 11,28 / 100,00  | 4,62  |
|                         | Pessoas–Animais–Natureza       | 110    | 1,21 / 100,00   | 0,32  |
|                         | PCTP/MRPP                      | 108    | 1,19 / 100,00   | 0,47  |
|                         | Outros                         | 312    | 3,44 / 100,00   |       |
| Votos Inválidos         | Votos Inválidos                | 304    | 3,34 / 100,00   | 0,68  |
| Total                   | Total                          | 9 083  | 100,00 / 100,00 |       |
| Eleitorado/Participação | Eleitorado/Participação        | 15 457 | 58,76 / 100,00  | 0,69  |